# Crazy World Tour Live
Crazy World Tour Live е запис на концерта на германската рок група „Скорпиънс“ от 1990 г. в Берлин, който е издаден през 1991 г.
След последния си концерт извън граница по повод издаването на албума Crazy World, „Скорпиънс“ се завършват у дома с два грандиозни концерта в Берлин на 5 и 6 декември 1990 г. Включени са 16 песни, а заедно с тях са издадени и видеоклиповете на Tease Me Please Me, Send Me an Angel и Wind of Change.

## Списък с песните
1. Bad Boys Running Wild
2. Hit Between the Eyes
3. Tease Me Please Me
4. I Can't Explain
5. The Zoo
6. Don´t Believe Her
7. Rhythm of Love
8. Crazy World
9. Can´t Live Without You
10. Blackout
11. Dynamite
12. Lust Or Love
13. Send Me an Angel
14. Big City Nights
15. Rock You Like a Hurricane
16. Wind of Change

## Музиканти
- Клаус Майне – вокали
- Рудолф Шенкер – китари, вокали
- Матиас Ябс – китари
- Франсис Буххолц – бас
- Херман Раребел – барабани